# Vaidotas Bacevičius
Vaidotas Bacevičius (ur. 16 września 1975 w Wilnie) – litewski prawnik i ekonomista, poseł na Sejm Republiki Litewskiej.

## Życiorys
W 1994 podjął pracę w kancelarii Sejmu. Sześć lat później ukończył studia na Wydziale Prawa Uniwersytetu Wileńskiego ze specjalnością prawo konstytucyjne i w tym samym roku został powołany w skład Głównej Komisji Wyborczej Republiki Litewskiej.
W 2004 uzyskał magisterium na wydziale ekonomii Uniwersytetu Wileńskiego. Został zatrudniony jako wykładowca prawa konstytucyjnego na Uniwersytecie Michała Römera w Wilnie.
Jest honorowym członkiem Związku Strzelców Litewskich oraz działaczem Związku Ojczyzny. Z jego ramienia znalazł się w 2008 w Sejmie Republiki Litewskiej, będąc wybranym w II turze w okręgu Kretynga. W 2012 nie uzyskał reelekcji. Podjął następnie praktykę w zawodzie adwokata.
W 2015 został radnym rejonu miejskiego Połąga. W 2018 zrezygnował z mandatu, uprzednio opuścił TS-LKD.